# Cimetière juif de Grötzingen
Le cimetière juif de Grötzingen (en allemand : jüdischer Friedhof Grötzingen ou Judengottesacker Grötzingen) est le plus petit cimetière juif de la ville de Karlsruhe,, dans le Land de Bade-Wurtemberg en Allemagne. Il est protégé au titre de monument culturel.

## Historique et description
Jusqu'en 1900, les morts de la communauté juive de Grötzingen sont inhumés au cimetière juif d'Obergrombach (de),, au Nord-Est de Karlsruhe. Le cimetière juif de Grötzingen est construit en 1905–1906 sur l'openfield Junghälden sur la Werrabronner Straße. Il est aujourd'hui entouré de constructions modernes.
Il s'étend sur 1,08 ares et compte treize sépultures, dont la plus ancienne date de 1905.
L'ensemble du cimetière est recouvert de dalles.